# Druga Vlada Republike Hrvatske
Druga Vlada Republike Hrvatske je saziv Vlade Republike Hrvatske u periodu od 24. kolovoza 1990. do 17. srpnja 1991. Predsjednik Vlade bio je Josip Manolić. 

## Sastav
| Ime i prezime                   | Funkcija                                                                         | Vrijeme obnašanja dužnosti              |
| ------------------------------- | -------------------------------------------------------------------------------- | --------------------------------------- |
| Josip Manolić                   | predsjednik                                                                      | 24. kolovoza 1990. do 17. srpnja 1991.  |
| Bernardo Jurlina                | potpredsjednik Vlade                                                             | 24. kolovoza 1990. do 17. srpnja 1991.  |
| Bernardo Jurlina                | ministar rada, socijalne skrbi i obitelji                                        |                                         |
| dr sc. Franjo Gregurić          | potpredsjednik Vlade                                                             | 8. studenog 1990. do 17. srpnja 1991.   |
| dr. sc. Mate Babić              | potpredsjednik Vlade                                                             | 24. kolovoza 1990. do 8. studenog 1990. |
| dr. sc. Milan Ramljak           | potpredsjednik Vlade                                                             | 24. kolovoza 1990. do 17. srpnja 1991.  |
| dr. sc. Stjepan Zdunić          | ministar društvenog planiranja                                                   |                                         |
| dr. sc. Božo Udovičić           | ministar energetike i industrije                                                 |                                         |
| dr. sc. Marijan Hanžeković      | ministar financija                                                               |                                         |
| Milan Hrnjak                    | ministar građevinarstva, stambeno-komunalnih poslova i zaštite čovjekove okoline |                                         |
| Hrvoje Hitrec                   | ministar informiranja                                                            |                                         |
| Milovan Šibl                    | ministar informiranja                                                            |                                         |
| dr. sc. Davorin Rudolf          | ministar inozemnih poslova                                                       | 3. svibnja do 17. srpnja 1991.          |
| dr. sc. Davorin Rudolf          | ministar pomorstva                                                               | 3. svibnja do 17. srpnja 1991.          |
| dr. sc. Frane Vinko Golem       | ministar inozemnih poslova                                                       |                                         |
| mr. sc. Zdravko Mršić           | ministar inozemnih poslova                                                       |                                         |
| mr. sc. Zdravko Mršić           | ministar u Vladi                                                                 |                                         |
| dr. sc. Šime Đodan              | ministar obrane                                                                  |                                         |
| Ivan Tarnaj                     | ministar poljoprivrede, šumarstva i vodoprivrede                                 |                                         |
| dr. sc. Branko Babac            | ministar pravosuđa i uprave                                                      |                                         |
| dr. sc. Josip Božičević         | ministar prometa i veza                                                          |                                         |
| akademik Vlatko Pavletić        | ministar prosvjete, kulture i športa                                             |                                         |
| Marin Črnja                     | ministar rada, boračkih i invalidskih pitanja                                    |                                         |
| mr. sc. Petar Kriste            | ministar robnog prometa                                                          |                                         |
| Janko Vranyczany-Dobrinović     | ministar turizma                                                                 |                                         |
| dr. sc. Zvonimir Medvedović     | ministar u Vladi                                                                 |                                         |
| Dragutin Kalogjera              | ministar u Vladi                                                                 |                                         |
| Gojko Šušak                     | ministar u Vladi                                                                 |                                         |
| dr. sc. Onesin Cvitan           | ministar unutarnjih poslova                                                      |                                         |
| Josip Boljkovac                 | ministar unutarnjih poslova                                                      |                                         |
| Branko Bergman                  | ministar vodoprivrede                                                            |                                         |
| general pukovnik Martin Špegelj | ministar za narodnu obranu                                                       |                                         |
| dr. sc. Andrija Hebrang         | ministar zdravstva                                                               |                                         |
| dr. sc. Osman Muftić            | ministar znanosti, tehnologije i informatike                                     |                                         |
| Vjenceslav Cvitan               | tajnik Vlade                                                                     |                                         |

## Poveznice
- Vlada Republike Hrvatske
- Popis hrvatskih predsjednika Vlade
- Predsjednik Vlade Republike Hrvatske

## Vanjske poveznice
- Kronologije Vlade RH  Arhivirana inačica izvorne stranice od 1. srpnja 2007. (Wayback Machine)
- Vlada RH  Arhivirana inačica izvorne stranice od 11. lipnja 2007. (Wayback Machine)